# Yi-ngo
Yi-ngo (em tailandês: ยี่งอ) é um distrito da província de Narathiwat, no sul da Tailândia.

## História e geografia
Yi-ngo era originalmente um distrito na província de Sai Buri. Em 1909, ele foi transferido para a província de Narathiwat.
Os distritos vizinhos são Bacho, Mueang Narathiwat, Ra-Ngae e Rueso.  

## Administração
O distrito é subdividido em seis subdistritos, que são subdivididos em 40 aldeias (muban). Yi-ngo é um município, que abrange partes do Tambon Yi-ngo. Existem outras seis organizações administrativas.